# Trarego Viggiona
Trarego Viggiona är en kommun i provinsen Verbano Cusio Ossola i regionen Piemonte i Italien. Kommunen hade 417 invånare (2018).